# Radzyń Chełmiński
Radzyń Chełmiński [ˈrad͡zɨɲ xɛu̯ˈmʲiɲskʲi] (deutsch: Rehden) ist eine Kleinstadt im Powiat Grudziądzki der polnischen Woiwodschaft Kujawien-Pommern. Sie ist Sitz der gleichnamigen Stadt-und-Land-Gemeinde mit etwa 4700 Einwohnern.

## Geographische Lage
Die Stadt befindet sich im Kulmerland, südlich der Danziger Bucht, etwa 37 Kilometer (Luftlinie) südlich von Kwidzyn (Marienwerder) und 15 Kilometer südöstlich von Grudziądz (Graudenz).

## Geschichte

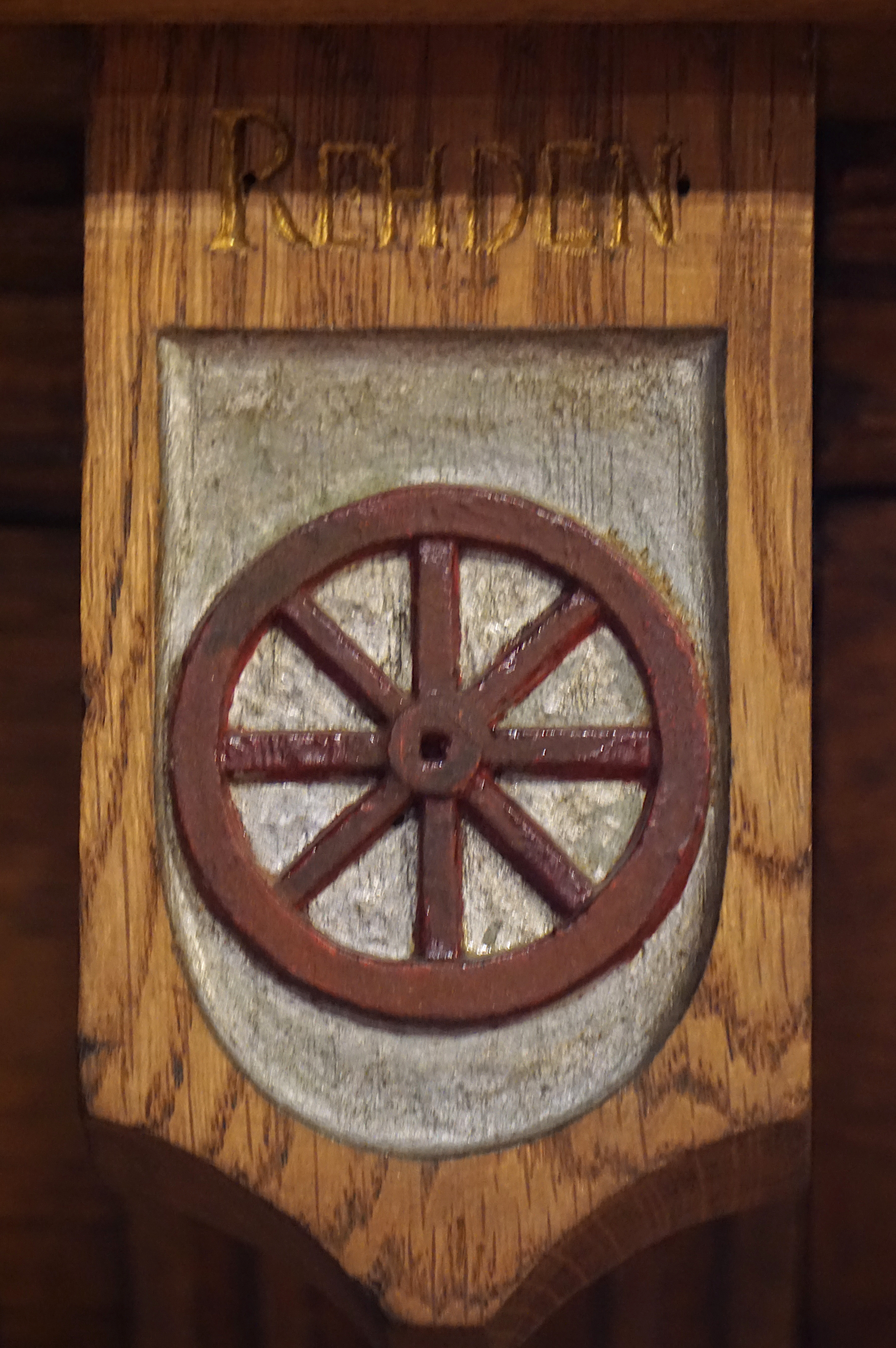
Wappen von Rehden im Plenarsaal des altstädtischen Rathauses in Danzig

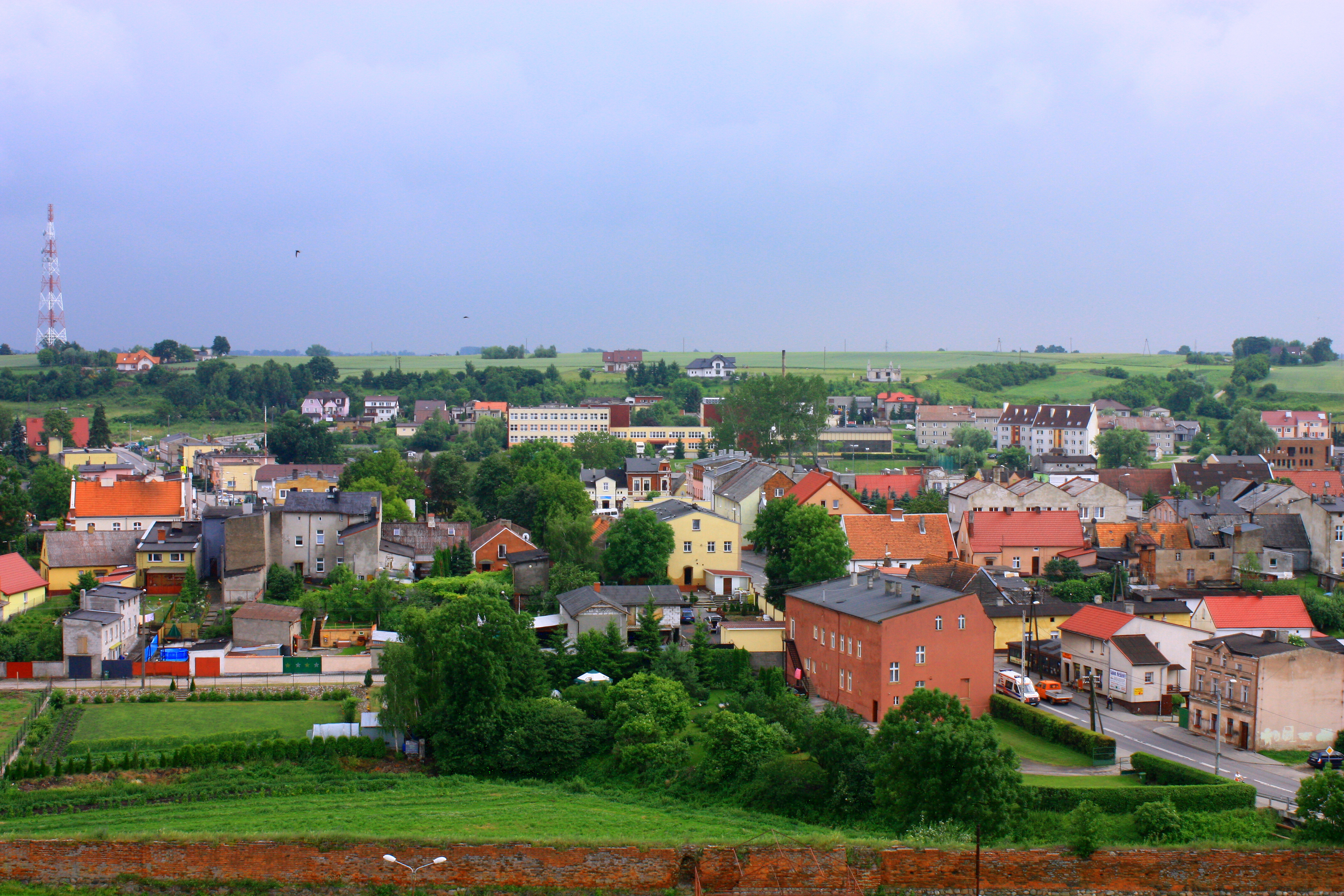
Teilansicht der Stadt aus der Vogelperspektive

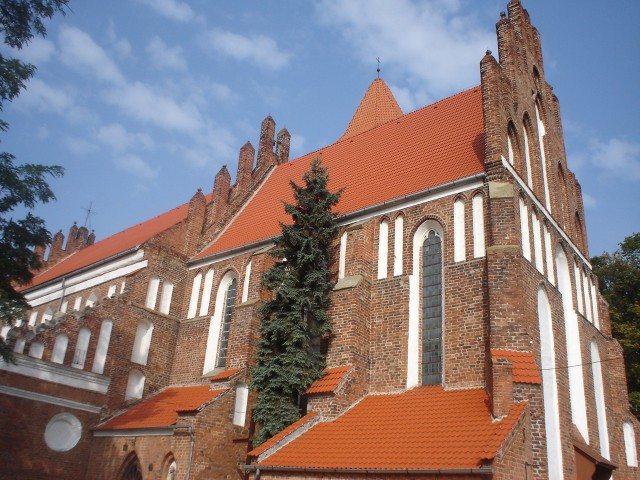
Stadtkirche

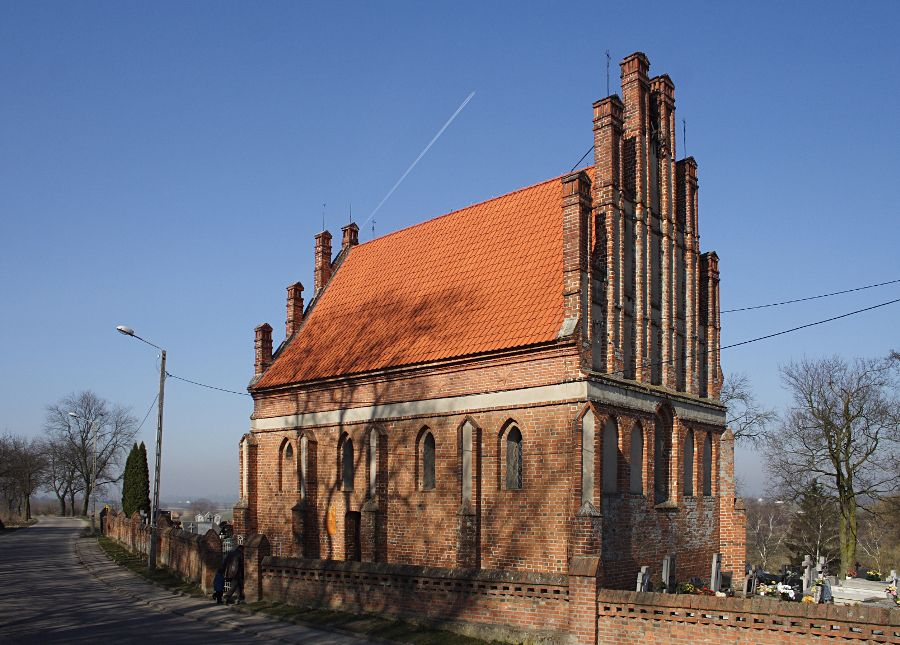
Kapelle

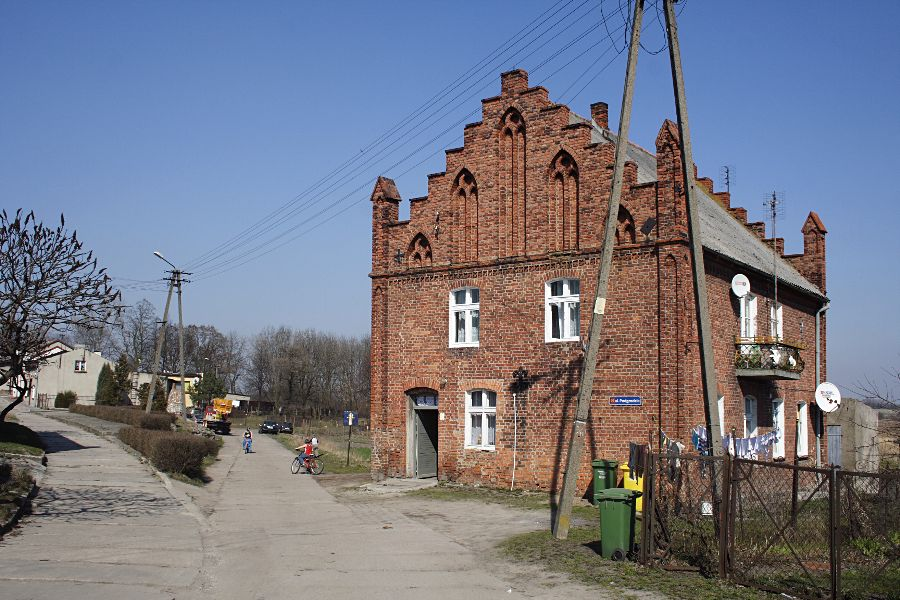
Synagoge

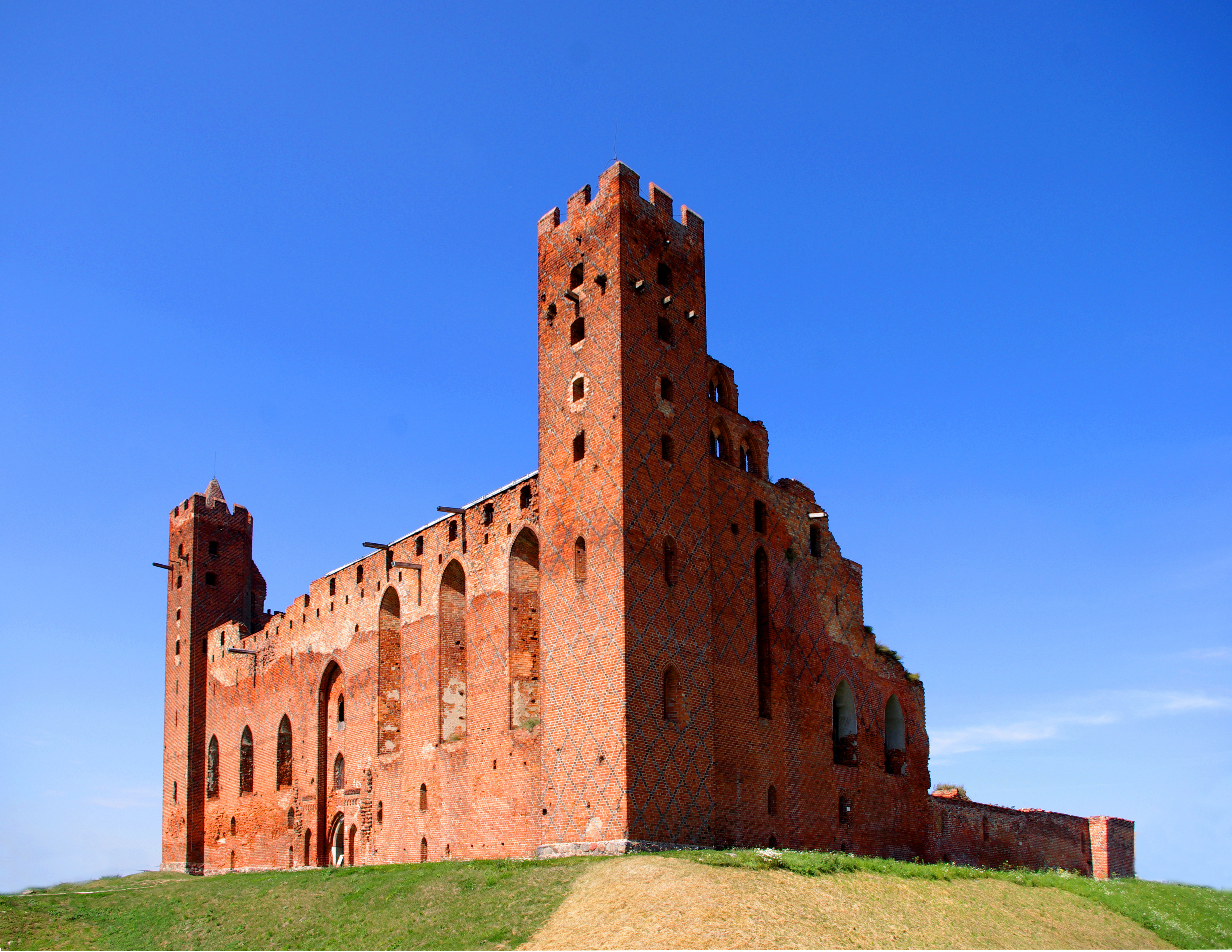
Ruine der Ordensburg Rehden

Die Stadt wurde um die Mitte des 13. Jahrhunderts erbaut, in der Nähe einer Burg des Deutschordensstaats Preußen.
Zwischen 1466 und 1772 gehörte die Stadt zum unter polnischer Schirmherrschaft stehenden autonomen Königlichen Preußen und gehörte darin als Teil des Culmer Landes zur Woiwodschaft Culm. Im Rahmen der Ersten Teilung Polen-Litauens 1772 kam Rehden an das Königreich Preußen. Im letzten Quartal des 18. Jahrhunderts befand sich in der Burg Rehden der Sitz des Königlichen Domänenamts.
Während der Franzosenzeit war Rehden von 1807 bis 1815 dem Herzogtum Warschau zugeordnet. Seit dem Wiener Kongress gehörte Rehden völkerrechtlich zum Stadt- und Landkreis Graudenz im Regierungsbezirk Marienwerder der preußischen Provinz Westpreußen, ab 1871 im Deutschen Reich. In der Stadt gab es zwei katholische Kirchen und eine evangelische Kirche.
Nach Ende des Ersten Weltkriegs musste Rehden 1920 aufgrund der Bestimmungen des Versailler Vertrags zur Einrichtung des Polnischen Korridors ans polnische Woiwodschaft Pommerellen abgetreten werden. Durch den Überfall auf Polen 1939 kam Rehden mit dem Kreis Graudenz völkerrechtswidrig in das Reichsgebiet zurück und wurde dem Reichsgau Danzig-Westpreußen zugeordnet, zu dem es bis 1945 gehörte.
Gegen Ende des Zweiten Weltkriegs besetzte im Frühjahr 1945 die Rote Armee die Region und Radzyń Chełmiński kam wieder an Polen.

### Demographie
| Jahr | Einwohnerzahl | Anmerkungen                                           |
| ---- | ------------- | ----------------------------------------------------- |
| 1802 | 0699          | [ 3 ]                                                 |
| 1816 | 0836          | davon 189 Evangelische, 588 Katholiken, 59 Juden      |
| 1821 | 0913          | in 103 Privatwohnhäusern                              |
| 1831 | 0981          | zur Hälfte Deutsche, zur Hälfte Polen                 |
| 1852 | 1407          | [ 6 ]                                                 |
| 1864 | 1692          | davon 721 Evangelische und 806 Katholiken             |
| 1871 | 1780          | darunter 750 Evangelische, 830 Katholiken (490 Polen) |
| 1885 | 1870          | [ 9 ]                                                 |
| 1905 | 2074          | davon 1261 Katholiken                                 |
| 1910 | 2010          | am 1. Dezember                                        |

## Sehenswürdigkeiten
- Ruinen der ehemaligen Ordensburg Rehden, die 1234 vom Deutschen Orden erbaut wurde.[12]
- Ehemalige Synagoge, erbaut Ende des 19. Jahrhunderts
- Lochstab von Gołębiewo, Kultstab der Mittelsteinzeit im Frater-Władysław-Łęga-Museum in Grudziądz.

## Persönlichkeiten
- Arnold Meermann (1829–1908), deutscher Maler und Illustrator

## Gemeinde
Zur Stadt-und-Land-Gemeinde (gmina miejsko-wiejska) Radzyń Chełmiński gehören die Stadt und 15 Dörfer mit Schulzenämtern.